# Acacia pendula
Acacia pendula é uma espécie de leguminosa do gênero Acacia, pertencente à família Fabaceae.